# Zhao Bilong
Zhao Bilong (趙壁龍S, Zhào BìlóngP; 1º febbraio 1960) è un ex pallanuotista cinese, che ha partecipato alle Olimpiadi estive di Los Angeles 1984 e Seul 1988.
Ha vinto due ori ai Giochi Asiatici, nel 1982 e 1986, ed 1 argento nel 1994, sempre nella pallanuoto.